# Camagüey
Camagüey är en stad och kommun i centrala Kuba. Camagüey är landets tredje största stad och huvudstad i provinsen Camagüey. 

## Historia
Efter ständigt återkommande attacker från pirater flyttades den ursprungliga staden (som grundades med namnet Santa María del Puerto del Príncipe 2 februari år 1514 på norra kusten) inåt land 1528. Den nya staden byggdes med en förvirrande layout av vindlande gränder som gjorde det lättare att försvara den från räder. Här finns många blindgator och förgrenade vägar som leder till kvarter i olika storlekar. Det finns endast en väg in och ut ur staden. Skulle pirater någonsin återvända och lyckas ta sig in i staden, var förhoppningen att lokalbefolkningen skulle kunna lura dem i en fälla och döda dem.
I juli 2008, blev den gamla staden ett världsarv, men i september led samhället svåra skador då orkanen Ike drog fram.
Omgivningarna runt Camagüey är en mosaik av jordbruksmark och naturlig växtlighet.

## Galleri

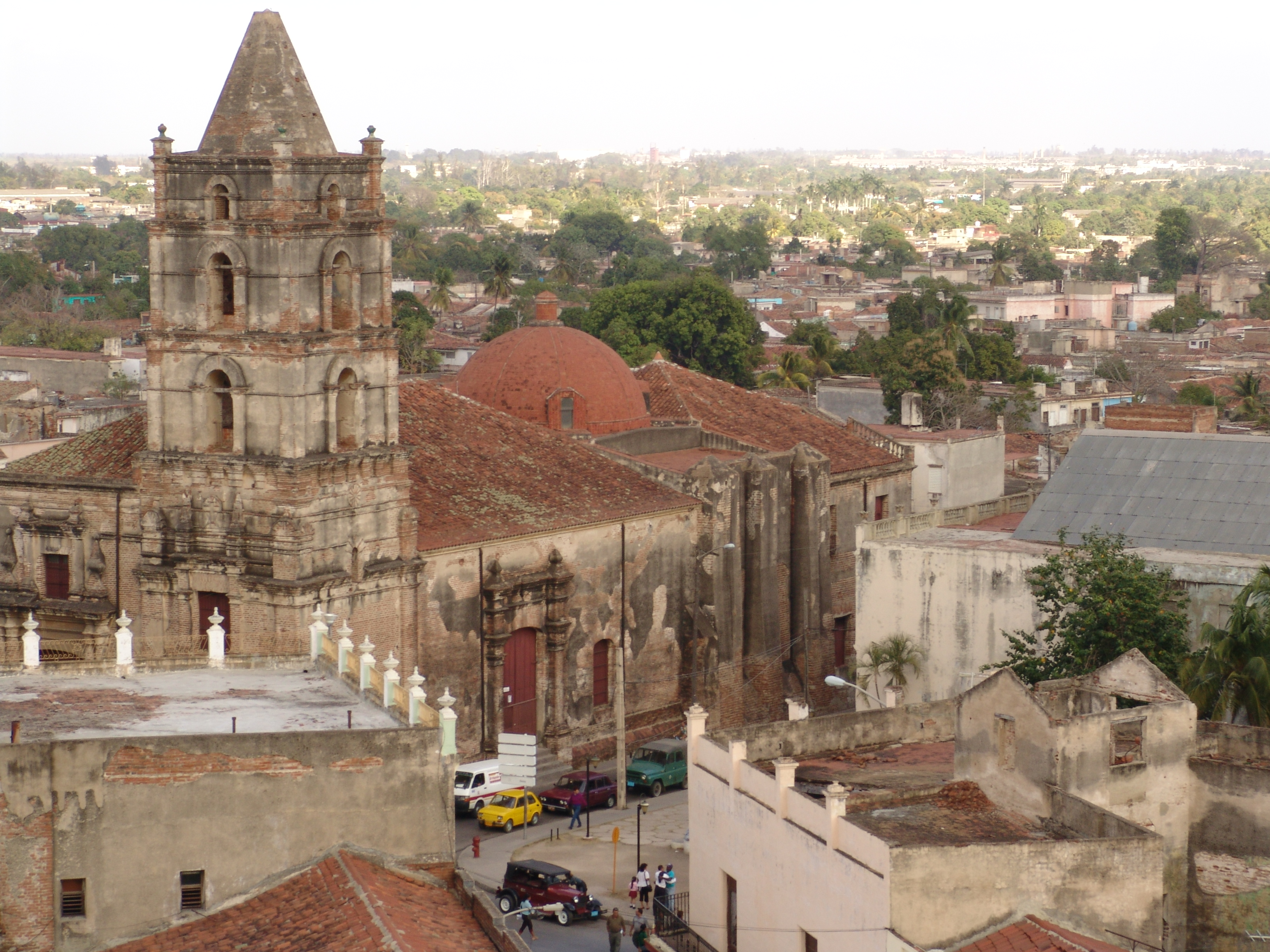
Iglesia de Nuestra Señora de la Soledad
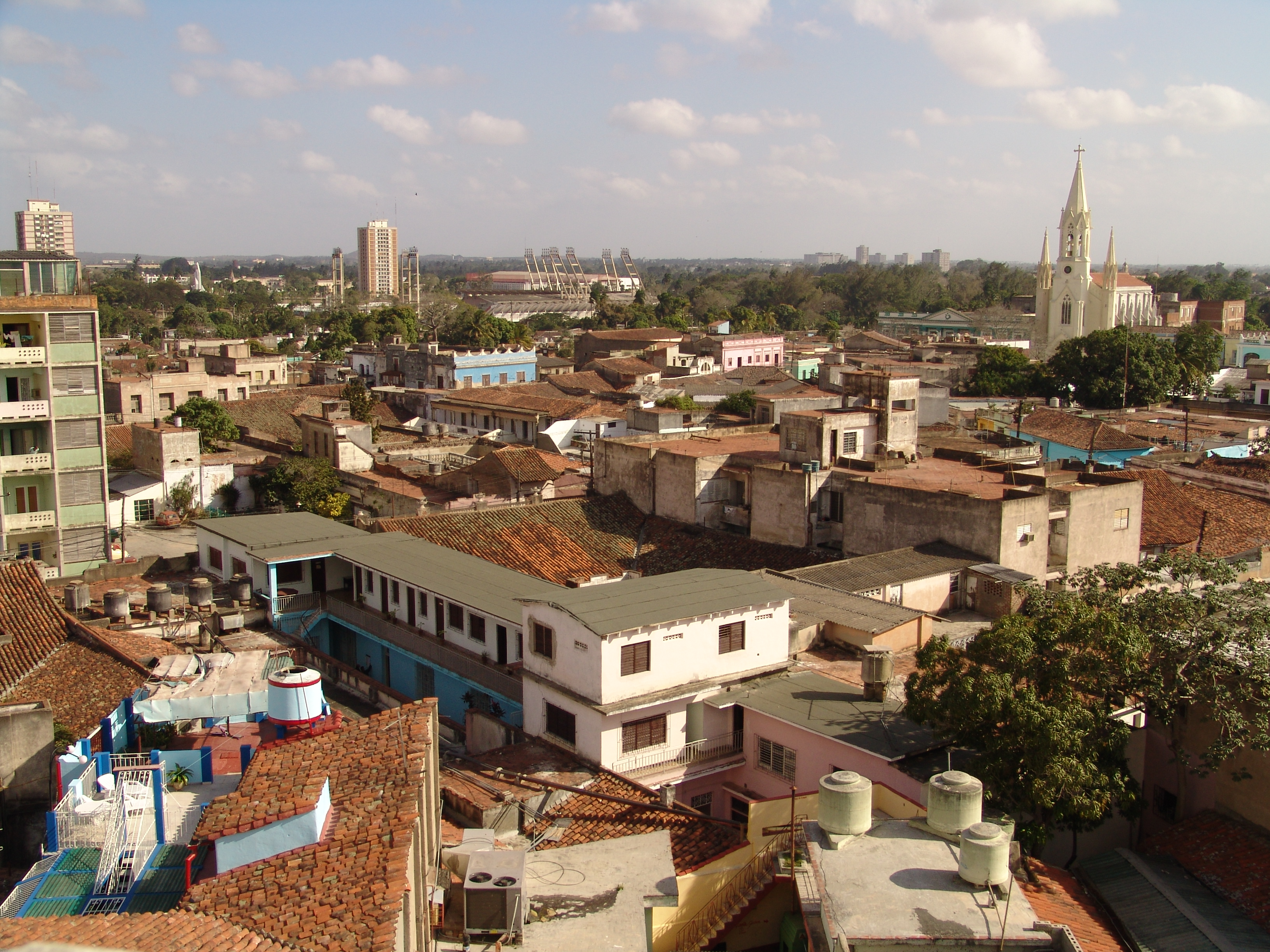
Iglesia San Francisco och Estadio Cándido González
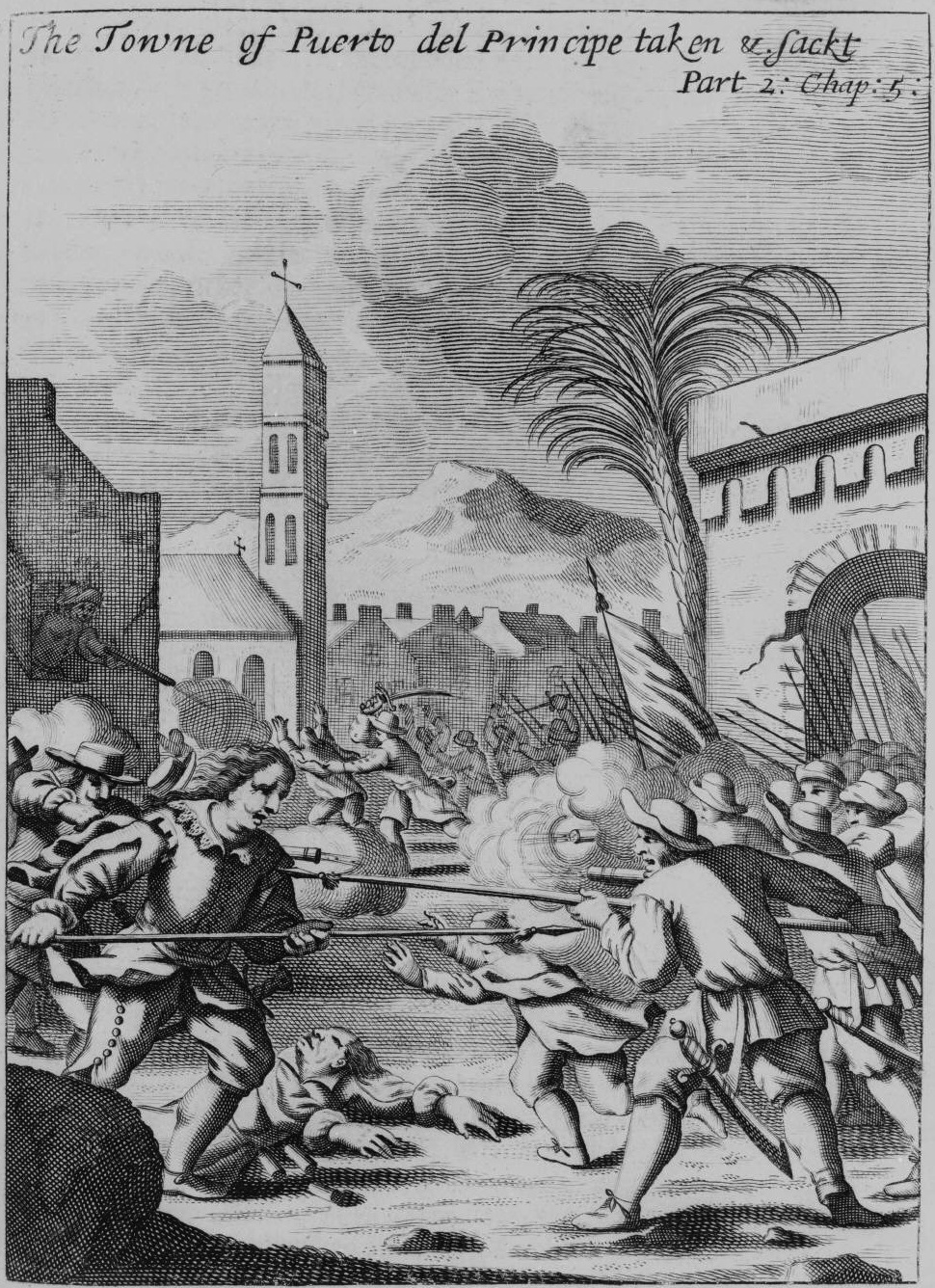
Puerto del Príncipe plundras år 1668
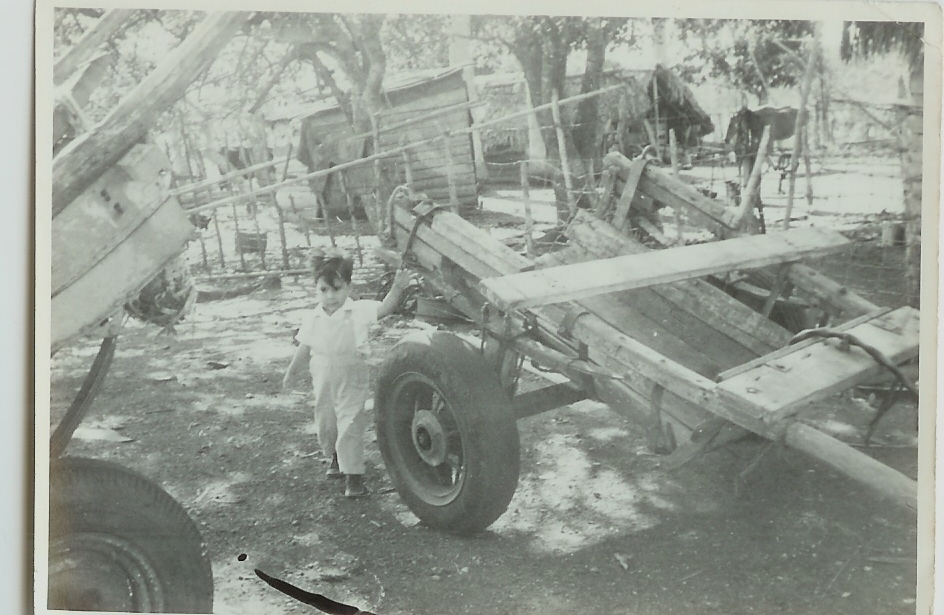
Guarandinga (hästkärra).
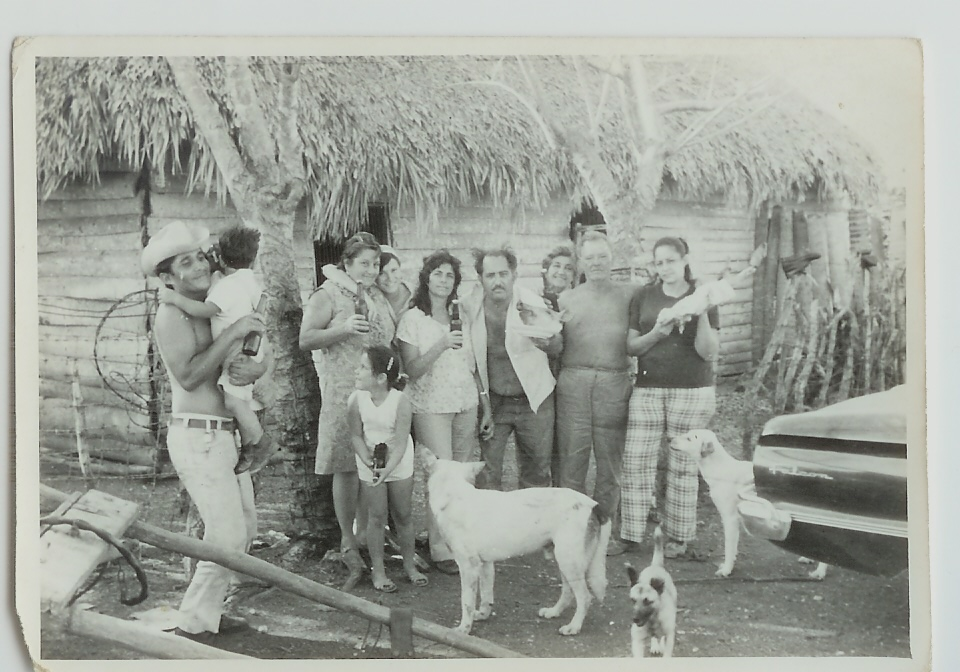
Minas, Camagueyprovinsen.
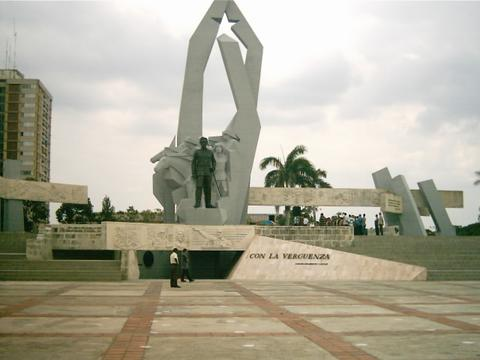
Square Ignacio Agramonte
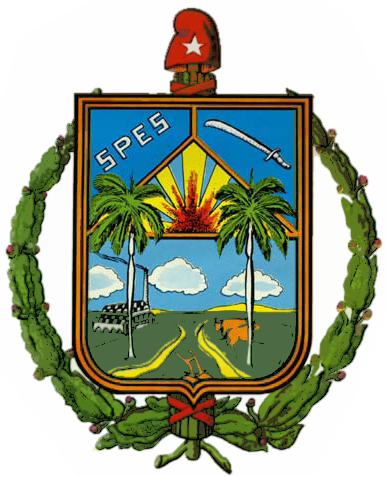
Stadens vapen